# Longocepheus youngai
Longocepheus youngai är en kvalsterart som först beskrevs av Sandór Mahunka 1984.  Longocepheus youngai ingår i släktet Longocepheus och familjen Tetracondylidae. Inga underarter finns listade i Catalogue of Life.